# Corrections House
A Corrections House egy amerikai metal supergroup. 2012-ben alakultak meg az Egyesült Államokban. A zenekar alternatív metalt, doom metalt és indusztriális metalt játszik. 
A zenekart Mike Williams (Eyehategod, Outlaw Order), Scott Kelly (Neurosis, Shrinebuilder), Sanford Parker (Nachtmystium, Twilight) és Bruce Lamont (Yakuza (együttes), Bloodiest) zenészek alkották. (A zárójelekben azok az együttesek szerepelnek, amelyekben a tagok külön-külön játszottak.) A brit Terrorizer Magazine az egyik 2012-es lapszámában külön cikket szentelt a zenekarnak, illetve a metal műfaj legújabb fiatal tehetségeiként írta le őket. A "Javítóintézet" albumait a War Crime Records, illetve a Neurot Recordings kiadók jelentetik meg.

## Tagok
- Sanford Parker - billentyűk, dob programozás
- Scott Kelly - éneklés, gitár
- Bruce Lamont - szaxofon, éneklés
- Mike Williams - éneklés

## Diszkográfia
- Hoax the System/Grin with a Purpose (EP, 2013)
- Last City Zero (stúdióalbum, 2013)
- Writing History in Advance (koncertalbum, 2014)
- Know How to Carry a Whip (stúdióalbum, 2015)